# HMCS Drumheller (K167)
«Драмгеллер» (англ. HMCS Drumheller (K167) — військовий корабель, корвет типу «Флавер» Королівського військово-морського флоту Канади за часів Другої світової війни.
Корвет «Драмгеллер» був закладений 4 грудня 1940 року на верфі компанії Collingwood Shipbuilding у Колінгвуді. 5 липня 1941 року він був спущений на воду, а 13 вересня 1941 року увійшов до складу Королівських ВМС Канади.
Корабель брав участь у бойових діях на морі в Другій світовій війні, бився в Північній Атлантиці, супроводжував конвої. 13 травня 1943 року разом з британським фрегатом «Лаган» та канадським літаком «Сандерленд» потопив у Північній Атлантиці, південно-західніше Ірландії, німецький U-753 з усім екіпажем. 20 вересня 1943 року «Драмгеллер» глибинними бомбами потопив німецький підводний човен U-338.